# Marjoliena
Marjoliena是一个法国香薰品牌。1965年，调香师雷西•嘉宾（Rethi Gabin）和妻子在法国乡村小镇创办了一家小型家居生活馆，此即为Marjoliena之品牌发源地。
是年，Marjoliena专卖店在巴黎奥斯曼大道开业。2018年3月 ，参加约旦公主品牌展。